# スタンリー・マシューズ
サー・スタンリー・マシューズ, CBE（Sir Stanley Matthews CBE, 1915年2月1日 - 2000年2月23日）はイングランド出身のサッカー選手。ポジションはフォワード。

## 人物
イングランド・サッカー史上に残るウイングの名選手。「ドリブルの魔術師」の異名を持ち、彼が得意としたフェイントは『マシューズ』と呼ばれ、現在もドリブルの基本技の一つとして受け継がれている。
1956年には最初のバロンドール（欧州年間最優秀選手）受賞者となり、1965年にはサッカー選手としては初めてナイトの称号『サー』を授かる。現役中にこの栄誉に浴したのは2013年現在もマシューズのみである。
喫煙、飲酒を控えるのはもちろん、菜食を心がけ、毎朝6時に起床するなど徹底的な体調管理によって、17歳でのプロデビューから50歳まで一線でプレーした。一部リーグおよび代表選手としての最年長出場記録も保持している。また、33年間の現役生活で一度も警告を受けたことがないという生粋のフェアプレイヤーであった。
ペレからは「全サッカー選手の模範となる名選手」、フランツ・ベッケンバウアーからは「誰にも止めることができない男」と評されている。

## 経歴
1932年、17歳でストーク・シティとプロ契約し1934年9月29日にはウェールズ戦で代表デビューを果たす。1939年、第2次世界大戦の影響によりイングランドリーグは中止となり彼のキャリアは一時中断する。大戦中はイギリス空軍の訓練士官として軍務に服し、7年ぶりにリーグ戦が再開された翌年の1947年ブラックプールへ移籍。翌1948年に創設されたFWA年間最優秀選手賞の第1回受賞者となるが、この賞はこれまで2部リーグで1度の優勝に貢献したに過ぎないマシューズのために新聞記者たちが作ったとされる。
1953年5月3日FAカップ決勝戦ボルトンとの試合ではロスタイムでの大逆転劇勝利の立役者となり、この試合は『マシューズ・ファイナル (Matthews Final) 』と呼ばれFAカップ史上最も劇的な試合とされている。
1961年、46歳で当時2部のストーク・シティに戻った。クラブの英雄の復帰に、それまで1万割れしていた観客数は3万5000人を超えるようになった。1年後の62-63シーズンには1部昇格を果たす。同シーズン、マシューズは15年ぶり2度目のFWA年間最優秀選手賞を受賞する。1965年2月6日のフラムFC戦を最後に引退した。50歳での出場は最年長記録である。
ストーク・シティFCのホーム、ブリタニア・スタジアムの側には業績を記念してマシューズの銅像が建てられている。
また、1999年に ワールドサッカーの20世紀の偉大なサッカー選手100人で17位に選出された。

## 代表歴
イングランド代表
- 代表デビュー：1934年9月29日 vs ウェールズ
- 代表通算：54試合出場 11得点
- 1950 FIFAワールドカップ出場
- 1954 FIFAワールドカップ出場